# Маньковская, Лия Юльевна
Лия Юльевна Маньковская (урождённая Ратнер; 2 января 1932, Москва — 8 ноября 1988, Ташкент) — доктор искусствоведения, советский исследователь зодчества Средней Азии и Казахстана IX — начала XX века.

## Биография
Родилась 2 января 1932 года в Москве. В 1933 году их семья переехала в Ташкент, и с тех пор вся жизнь Л. Ю. Маньковской была связана с Узбекистаном. После окончания средней школы в 1949 году она поступила на архитектурное отделение Среднеазиатского политехнического института, которое успешно закончила в 1955 году.
Профессиональная деятельность Л. Ю. Маньковской началась в Специальных научно-реставрационных производственных мастерских, где сформировались её научные интересы и основное направление исследовательской работы. В 1958 году Л. Ю. Маньковская была принята в Союз архитекторов СССР. С 1959 года по 1966 год Союз архитекторов СССР — научный сотрудник Научно-исследовательского института по строительству Академии строительства и архитектуры СССР, преобразованного с 1963 года в Ташкентский зональный научно-исследовательский и проектный институт типового и экспериментального проектирования Госстроя СССР. С 1966 года и до последних дней своей жизни Л. Ю. Маньковская работала старшим научным сотрудником сектора истории искусств и архитектуры Института искусствознания им. Хамзы. В 1971—1985 годах она была старшим научным сотрудником созданной при секторе группы «Свод памятников культуры Узбекистана».
В 1964 году Л. Ю. Маньковская защитила кандидатскую диссертацию, посвящённую исследованию и реставрации выдающегося архитектурного памятника конца XIV века — мавзолея Ходжа Ахмеда Яссави, а в 1983 году — докторскую диссертацию на тему «Типологические основы зодчества Средней Азии IX — начала XX века».
Глубокий интерес Л. Ю. Маньковской к сложным и малоизученным проблемам истории среднеазиатского зодчества нашёл отражение уже в первые её публикации — «К изучению приёмов среднеазиатского зодчества конца XIV века», «О методике реставрации памятников архитектуры», «К вопросу о трансформации жилища». Л. Ю. Маньковская автор нескольких монографий, посвящённых архитектурному наследию Средней Азии, в том числе: «Архитектурные памятники Кашгарии», «Памятники зодчества Хорезма», «Памятники зодчества Ташкента», «Типологические основы зодчества Средней Азии IX — начала XX веков». Её перу принадлежат также альбомы-монографии, посвящённые мавзолею Ходжа Ахмеда Яссави, зодчеству Хивы и Бухары, ряд путеводителей по древним городам Узбекистана, более ста научных статей и множества публикаций энциклопедического характера. Ею внесён большой вклад в составление Свода памятников истории и культуры Узбекистана. Л. Ю. Маньковской выявлены и исследованы сотни малоизученных и ранее не известных памятников зодчества в Хорезмской, Бухарской, Кашкадарьинской, Ташкентской областях, составлены паспорта и научные карточки, написаны разделы по средневековой архитектуре к томам Свода многих областей Узбекистана.
Л. Ю. Маньковская принимала деятельное участие в работе международного научного симпозиума ЮНЕСКО в 1969 году в Самарканде по искусству Тимуридов, в 1972 году — в Будапеште, на III Генеральной ассамблее ИКОМОС, а также в целом ряде всесоюзного, региональных, и республиканских научных форумов по проблемам охраны, реставрации и использования памятников архитектуры.
Скончалась 10 ноября 1988 года.